# منطقه نمونه گردشگری سبلان
منطقه نمونه گردشگری سبلان یک منطقه گردشگری در شهرستان نیر در استان اردبیل  واقع شده است.
این منطقه در سال ۱۳۸۸ به عنوان منطقه نمونه گردشگری شهرستان در هیئت دولت تصویب شد و در حال حاضر برای ایجاد مجتمع های آبدرمانی و تاسیسات گردشگری و اقامتی به بخش خصوصی واگذار شده است منطقه گردشگری سبلان که دهکده توریستی سبلان نیز نامیده می شود در منطقه ای به وسعت 110 هکتار در 5 کلیومتری غرب شهر نیر در جوار رودخانه بالقلو واقع شده است. این منطقه در بردارنده چندین دهنه آبگرم معدنی همچون برجلو –قینرجه- داش آلتی – قمیش تی می باشد که در این میان آبگرم معدنی برجلو( بوشلی) با درجه حرارت 53 درجه سانتیگراد و آبگرم قینرجه بادرجه حرارت 73 درجه سانتیگراد از آوازه بیشتری برخوردار بوده و خواص درمانی همچون تسکین و درمان درد های رماتیسم و درد مفصلها و رفع خستگی دارند.